# Championnat de Sarre de football 1950-1951
Navigation
Ehrenliga Saarland
1949-1950 (Oberliga Südwest
1951-1952)
L'Ehrenliga Saarland 1950-1951 était la dernière édition du 1re échelon du football dans le protectorat de Sarre, alors indépendant de l'Allemagne de l'Ouest. Son organisation échoit au Saarländischer Fußballbund, et 14 équipes disputent le championnat. La saison suivante, le championnat deviendra l'Amateurliga Saarland, soit la 3e division sous la 2. Oberliga Südwest.
La réserve du 1. FC Saarbrücken remporte le championnat devant le SV Preußen Merchweiler et le SV St. Ingbert tout juste promu, tandis que le tenant du titre, le Sportfreunde 05 Saarbrücken finit 10e. Un test-match entre le SV Preußen Merchweiler et le SV St. Ingbert, à égalité, est disputé afin de déterminer le vice-champion. Le match, disputé le 10 mai 1951 à Dudweiler, voit le SV Preußen Merchweiler s'imposer 4-2. Le club obtient ainsi une chance d'obtenir une place en Oberliga Südwest, mais ne parviendra pas à être qualifié.

## Classement final
| Rang | Équipe                        | Pts | J  | G  | N | P  | Bp | Bc | GA    |
| ---- | ----------------------------- | --- | -- | -- | - | -- | -- | -- | ----- |
| 1    | 1. FC Saarbrücken rés.        | 39  | 26 | 17 | 5 | 4  | 83 | 38 | 2,184 |
| 2    | SV Preußen Merchweiler        | 33  | 26 | 13 | 7 | 6  | 55 | 41 | 1,341 |
| 3    | SV St. Ingbert P              | 33  | 26 | 13 | 7 | 6  | 58 | 45 | 1,289 |
| 4    | SuSG Völklingen               | 30  | 26 | 12 | 6 | 8  | 45 | 40 | 1,125 |
| 5    | Viktoria Hühnerfeld P         | 29  | 26 | 10 | 9 | 7  | 55 | 47 | 1,170 |
| 6    | SV Saar 05 Saarbrücken        | 28  | 26 | 12 | 4 | 10 | 62 | 52 | 1,192 |
| 7    | SV Homburg                    | 27  | 26 | 11 | 5 | 10 | 39 | 39 | 1,000 |
| 8    | ASC Dudweiler                 | 26  | 26 | 9  | 8 | 9  | 64 | 47 | 1,362 |
| 9    | VfB Neunkirchen               | 26  | 26 | 10 | 6 | 10 | 50 | 39 | 1,282 |
| 10   | Sportfreunde 05 Saarbrücken T | 26  | 26 | 11 | 4 | 11 | 49 | 50 | 0,980 |
| 11   | SV Mittelbexbach              | 25  | 26 | 10 | 5 | 11 | 47 | 47 | 1,000 |
| 12   | SC Altenkessel P              | 17  | 26 | 6  | 5 | 15 | 37 | 60 | 0,617 |
| 13   | FC Ensdorf                    | 13  | 26 | 4  | 5 | 17 | 33 | 82 | 0,402 |
| 14   | SC Friedrichsthal             | 12  | 26 | 3  | 6 | 17 | 37 | 87 | 0,425 |

- Champion de Sarre 1950-1951, reversement de l'équipe première en Oberliga Sud-Ouest 1951-1952
- Reversement en Oberliga Sud-Ouest 1951-1952
- Relégation
- T : Tenant du titre
- P : Promu d'Ehren-Bewährungsklasse Saar

1. ↑  L'équipe première du club disputait l'Internationaler Saarlandpokal (en).